# Соколова, Наталия Ивановна
Наталия Ивановна Соколова (1897—1981) — советский  учёный-искусствовед, литературовед и редактор, кандидат искусствоведения (1948). Член-корреспондент АХ СССР (1954). Заслуженный деятель искусств РСФСР (1968). 
Была одним из активных участников  спасения работ Дрезденской картинной галереи после окончания Второй мировой войны. Почётный гражданин Дрездена (1963).

## Биография
Родилась 6 января 1897 года в Петербурге.
С 1919 по 1924 год обучалась на Отделении истории и теории искусства исторического факультета Московского государственного университета. С 1925 по 1929 год обучалась в аспирантуре при Институте истории РАНИОН. С 1929 по 1937 год — научный сотрудник Государственной академии художественных наук. С 1937 по 1942 год — заведующая отделом газеты «Советское искусство». 
С 1942 по 1948 год в период Великой Отечественной войны была старшим и главным редактором по вопросам искусства Совинформбюро. В 1945 году после завершения Второй мировой войны принимала участие в поисках, спасении и возвращении полотен Дрезденской картинной галереи в том числе и такого знаменитого полотна Рафаэля как «Сикстинская мадонна». Для осуществления поисков дрезденских полотен в Германии, Соколова была включена в группу специалистов под общим военным руководством, ей было присвоено воинское звание майор, поиски осуществлялись в тесном взаимодействии с маршалом И. С. Коневым считавшим её «очень энергичной женщиной». В журнале «Советский воин» за 1975 год было опубликовано письмо маршала И. С. Конева, обращенное к Наталии Ивановне Соколовой:

 Всё написанное Вами правдиво, взволнованно, красиво. Ваше активное участие в спасении Дрезденской галереи достойно высокой похвалы. Ваше имя как гуманиста, ценителя красоты, искусствоведа будет прославлено советским народом и народом ГДР
.
В 1948 году становится кандидатом искусствоведения. С 1948 по 1972 год — старший научный сотрудник и заведующая сектором русского искусства НИИ теории и истории изобразительных искусств АХ СССР. Была автором таких работ как: «Мир искусства» (1934), «В. А. Серов» (1935), «В. А. Серов. Переписка» (1937), «Кукрыниксы» (1955), «В. А. Серов» Альбом (1959), «Кукрыниксы. М. В. Куприянов. П. Н. Крылов, Н. А. Соколов» Монография. (1962 и 1975 (2-е издание)), «В. Ф. Рындин» (1971), «Избранные произведения архитектуры, скульптуры, живописи, графики XI — XX веков» (1976), текст книги был написан на английском, немецком и французском языках, «Борис Иогансон» Альбом. (1982), альбом на английском языке. С 1973 по 1980 год являлась членом редакционной коллегии многотомного издания «Малая история искусства». 
В 1954 году Н. И. Соколова была избрана член-корреспондентом АХ СССР.
10 мая 1963 года Н. И. Соколовой было присвоено звание Почётный гражданин Дрездена. 6 сентября 1968 года Н. И. Соколова Указом Президиума Верховного Совета РСФСР была удостоена почётного звания Заслуженный деятель искусств РСФСР.

## Награды
- Орден Дружбы народов (1977 — «За заслуги в развитии советского искусствознания и в связи с восьмидесятилетием со дня рождения»)[7]
- немецкий Орден «За заслуги перед Отечеством» II степени в серебре[1]

### Звания
- Заслуженный деятель искусств РСФСР (1968)[5]
- Почётный гражданин Дрездена (10.05.1963)[4]